# ونوروو (استان اشوی‌داشکسیه)
ونوروو (به لهستانی: Wnorów) یک منطقهٔ مسکونی در لهستان است که در گمینا وونگوو واقع شده‌است. ونوروو ۳۰۰ نفر جمعیت دارد.